# Tapinocyba triangularis
Espèce
Tapinocyba triangularis est une espèce d'araignées aranéomorphes de la famille des Linyphiidae.

## Distribution
Cette espèce est endémique de Chongqing en Chine,. Elle se rencontre dans le district de Jiangjin.

## Description
Le mâle holotype mesure 1,98 mm et la femelle paratype 1,76 mm.

## Systématique et taxinomie
Cette espèce a été décrite par Irfan, Dai, Wang et Zhang en 2024.

## Publication originale
- Irfan, Dai, Wang & Zhang, 2024 : « Four new species of Tapinocyba Simon, 1884 (Araneae, Linyphiidae) from Jiangjin District of Chongqing, China. » ZooKeys, vol. 1219, p. 195-214 (texte intégral).